# Shang Tsung
Shang Tsung è un personaggio della serie di videogiochi Mortal Kombat. È uno dei quattro antagonisti principali della serie (insieme a Shao Kahn, Shinnok e Quan Chi).

## Storia

### Prima linea temporale
Fin dalle origini, Shang Tsung è un umano nato nella Terra, ma che per ragioni sconosciute abbandona il luogo natio per trasferirsi nel Regno Esterno dominato da Shao Kahn. Qui diventa il suo grande stregone con l'arte di poter strappare le anime ai guerrieri sconfitti ed assorbirne i poteri, nonché campione dei primi nove Mortal Kombat, e combatte affinché il suo imperatore possa varcare i confini tra il Regno Esterno e la Terra. Nel decimo torneo indetto dall'imperatore oscuro, Shang Tsung viene affrontato da un giovane monaco di nome Kung Lao, avo del successivo Kung Lao che appare in Mortal Kombat II. Sconfitto e roso dalla vendetta al termine del decimo torneo, Shang Tsung verrà imprigionato e mandato da Shao Kahn nelle miniere di cobalto degli Shokan, un popolo sotterraneo di semi-dragoni, per 500 anni. Qui, con la sua magia ridotta ai minimi termini, incontrerà Goro, il principe degli Shokan, e trovando in lui un valido alleato, dopo aver scontato la sua pena, chiederà a Shao Kahn di bandire il nuovo Mortal Kombat con la promessa che la Terra cadrà nelle sue mani. L'imperatore accetta e bandisce il nuovo Mortal Kombat. Kung Lao, campione in carica, viene così sconfitto da Goro e la sua anima viene assorbita da Shang Tsung; da allora, il Mortal Kombat torna a essere vinto dal Regno Esterno, questa volta capeggiato dal Campione in carica Goro.
Nel decimo torneo, sarà però un discendente di Kung Lao, Liu Kang, a sconfiggere sia Goro che lo stesso stregone Shang Tsung. Tornato sconfitto al Regno Esterno, prega l'Imperatore affinché gli risparmi la vita utilizzando l'astuzia: bandire un altro Mortal Kombat, ma nel Regno Esterno stesso, rompendo così i sigilli di una tradizione che preveda che per un nuovo torneo trascorra un determinato periodo di tempo. L'idea alletta la mente di Shao Kahn, il cui scopo era infatti quello di indebolire i sigilli tra Regno Esterno e la Terra durante il nuovo, non canonico, torneo, e decide quindi di ridare parte dei poteri che erano stati sottratti allo stregone anni prima e di ringiovanirlo. Anche questa volta, però, il torneo fallisce. Pronto a scontare di nuovo una pena, Shang Tsung riutilizza l'astuzia per poter salvare la sua pelle: poiché Shao Kahn aveva una regina, Sindel, madre di Kitana e vera regina di una parte del Regno Esterno (una volta chiamata Edenia) suicidatasi a seguito della morte del marito Jerrod, lo stregone escogita la possibilità di recuperare l'anima della defunta regina, corromperla e reincarnala nella Terra, consentendo così all'imperatore di poter varcare i confini. La soluzione si rivela efficace, e il terzo torneo viene bandito di nuovo sulla Terra, ora ridotta a parte del Regno Esterno, ma intanto Shang Tsung accarezza l'idea di tradire il suo imperatore e tenersi la Terra per sé, conscio dei nuovi poteri concessogli dall'imperatore. Sarà però sconfitto di nuovo e questa volta imprigionato nelle segrete del castello di Shao Kahn.
Liberato, viene avvicinato da Quan Chi, altro stregone come lui ma non così potente da poter estirpare le anime dei suoi avversari e consumarle. Questi convince Shang Tsung a dar vita ad un'Alleanza Mortale con l'obiettivo di uccidere i due grandi ostacoli per la conquista dei vari reami, ovvero Liu Kang, il campione del Mortal Kombat, e Shao Khan, Imperatore del Regno Esterno. Professando falsa reverenza nei confronti del secondo, i due attaccano e uccidono Shao Khan a tradimento (anche se si rivelerà essere un clone creato dallo stesso Shao Khan), poi usano un portale conosciuto solo dagli dei e dagli stregoni come loro e giungono sulla Terra, dove Shang Tsung riesce uccidere Liu Kang, vendicando le sconfitte subite per sua mano, e soprattutto si prende la sua anima. I due bandiscono quindi un altro Mortal Kombat e l'Alleanza Mortale si dimostra così forte da riuscire a sconfiggere e uccidere quasi tutti i guerrieri della Terra. Alla fine solo Raiden, Dio del tuono, rimane come rappresentante della loro ultima speranza di vittoria, e affronta dunque i due stregoni e alla fine, dopo un inizio sorprendente, soccombe alla loro forza combinata. Alla fine anche la stessa alleanza tra Shang Tsung e Quan Chi si infrange, in quanto Shang Tsung tenta di prendersi il medaglione di Quan Chi: i due stregoni si fronteggiano e Quan Chi ne esce vincitore, ma qualche secondo dopo appare il re dragone, Onaga. In un lampo di disperazione, i due stregoni e lo stesso Raiden decidono di combattere Onaga unendo le proprie forze e il sacrificio di Raiden uccide all'istante i due stregoni e se stesso senza però scalfire il re dragone.
In Mortal Kombat Armageddon ritorna tra le file di Shao Kahn. Nel suo finale, uccide Blaze ottenendo grandi poteri. Shao Kahn lo attacca, ma Tsung usa il suo potere trasformandolo in uno schiavo centauro, e diventa poi il nuovo imperatore del Regno Esterno.

### Seconda linea temporale
Nella linea temporale di Mortal Kombat (2011), alterata dalle visioni di Raiden del futuro, dopo la sconfitta del primo torneo per mano di Liu Kang, lo stregone convince l'imperatore a organizzarne un secondo nel Regno Esterno attirandovi i guerrieri terrestri organizzando l'attacco dei Tarkata all'accademia Wu Shi. Shang Tsung, per conto di Shao Khan, commercia le armi terrestri con il Dragone Nero facendo addestrare le armate da Kano. Inoltre, nel suo laboratorio segreto, la "Fossa della Carne", ha creato dopo molti esperimenti il clone definitivo di Kitana, ossia Mileena. Lo stregone troverà la morte per mano di Shao Khan che ne consumerà il corpo e ne convoglierà l'anima nel corpo di Sindel per rinvigorirla e renderla più forte.
In Mortal Kombat X viene citato alcune volte da alcuni personaggi durante le loro intro, mentre comparirà nel finale arcade di Ermac, in cui ne viene mostrato il ritorno, e in quello di Erron Black, dove si spiega l'origine della sua immortalità, ossia un accordo con lo stregone stesso in cambio dell'assassinio di un guerriero della Terra.
In Mortal Kombat 11, dopo essere comparso come semplice contenuto DLC, Shang Tsung torna nella storia vera e propria nell'espansione Aftermath. Nella prima modalità storia, la sua isola, ora abbandonata, è il sito di numerose battaglie tra fazioni opposte per le numerose anime che vi si trovano. Si scopre inoltre che Kronika, l'antagonista del gioco, aveva sostenuto gli sforzi dello stregone per accumulare anime per poterle usare come fonte di energia nel caso fosse necessario riavviare il tempo. Shang Tsung appare inoltre come guardiano della Cripta, ambientato nella propria isola, come introduttore e narratore dei progressi del giocatore. Nel suo epilogo arcade non canonico, Shang Tsung usa la sua conoscenza delle arti oscure per prendersi il potere di Kronika e rubare anime da innumerevoli linee temporali, ma poi, per assicurarsi la sua sopravvivenza, egli manipola i Titani perché cerchino altri reami e quindi altre anime da consumare. In Aftermath, Shang Tsung è stato imprigionato nel Vuoto essendo ormai inutile; a seguito della sua morte per mano di Liu Kang, diventato Dio del Fuoco e del Fulmine, lo stregone esce dal Vuoto insieme a Fujin e Nightwolf e impedisce a Liu Kang di usare la Clessidra di Kronika in quanto non possiede la Corona delle Anime, e lo convince insieme a Raiden, ora un mortale, a rimandare lui, Fujin e Nightwolf indietro nel tempo per impedire la distruzione della Corona. Shang Tsung orchestra dunque gli eventi e riesce a ottenere la Corona e a mettere fuori gioco le forze della Terra, del Regno Esterno e dell'Alleanza di Kronika con il minimo sforzo. Una volta ucciso e assorbito Kronika, Shang Tsung fa per riavviare il tempo e rimodellare l'esistenza a sua immagine e somiglianza, ma Liu Kang, tornato dal proprio presente, lo ferma e lo stregone capisce che il monaco shaolin ha manipolato gli eventi attraverso i servigi privati di Fujin allo scopo di assicurare la vittoria dello stregone contro Kronika, sapendo che lui era l'unico a poter usare con sicurezza la Corona oltre a Kronika. Nonostante lo stregone ammiri la spietatezza mostrata dal monaco, egli si dimostra sicuro di sé, ritenendosi invincibile. La battaglia finale che segue, il cui esito viene deciso in base alle scelte del giocatore, vede due finali diversi: in quello malvagio Shang Tsung sconfigge Liu Kang e assorbe la sua anima per poi andare a conquistare tutti i reami; in quello buono, Liu Kang sconfigge Shang Tsung, lo cancella dall'esistenza e ritorna al tempo del Kung Lao originale.

## Finishing Moves
- Soul Steal (Fatality): Shang Tsung solleva col braccio l'avversario e gli ruba l'anima. (MK2)
- Another Punch (Fatality): Shang Tsung si trasforma in Kintaro, dà un pugno all'avversario e lo uccide. (MK2)
- Dangerous Body (Fatality): Shang Tsung entra nel corpo dell'avversario e lo fa esplodere. (MK2)
- The Scary Floor (Fatality): Shang Tsung fa apparire dal terreno due spuntoni e infilza l'avversario. (MK3, MKT, UMK3, UMKT)
- The Thief Of Souls (Fatality): Shang Tsung fa volteggiare in aria l'avversario e gli ruba l'anima lasciando cadere a terra lo scheletro liquefatto. (MK3, MKT, UMK3, UMKT)
- Bang Bang! (Fatality): Shang Tsung si trasforma in un clown, prende una pistola finta e spara un foglietto con scritto Bang!, poi prende una pistola vera e gli spara un colpo in faccia. (MKIX)
- Identity Theft (Fatality): Shang Tsung entra nel corpo dell'avversario e gli stacca la testa, poi l'avversario si accascia a terra. (MKIX)
- Raindbow (Friendship): Shang Tsung fa apparire un arcobaleno tra le sue mani. (MK2)
- Funny Creature (Friendship): Shang Tsung si trasforma in un piccolo UFO che salta. (MK3, MKT, UMK3, UMKT)
- Cobra (Animality): Shang Tsung si trasforma in un cobra e divora l'avversario. (MK3, MKT, UMK3, UMKT)
- Fake Soul (Babality): Shang Tsung si trasforma in un bambino con un orsetto in mano. Shang Tsung succhia l'anima all'orsetto. (MKIX)

## Apparizioni
- Mortal Kombat (1992) (boss finale non giocabile)
- Mortal Kombat II
- Mortal Kombat 3
- Ultimate Mortal Kombat 3
- Mortal Kombat Trilogy
- Mortal Kombat: Deadly Alliance
- Mortal Kombat: Deception
- Mortal Kombat: Armageddon
- Mortal Kombat: Shaolin Monks
- Mortal Kombat vs DC Universe
- Mortal Kombat (2011)
- Mortal Kombat X
- Mortal Kombat 11 (DLC)
- Mortal Kombat 1